# Weißes Schloss (Ostrov)

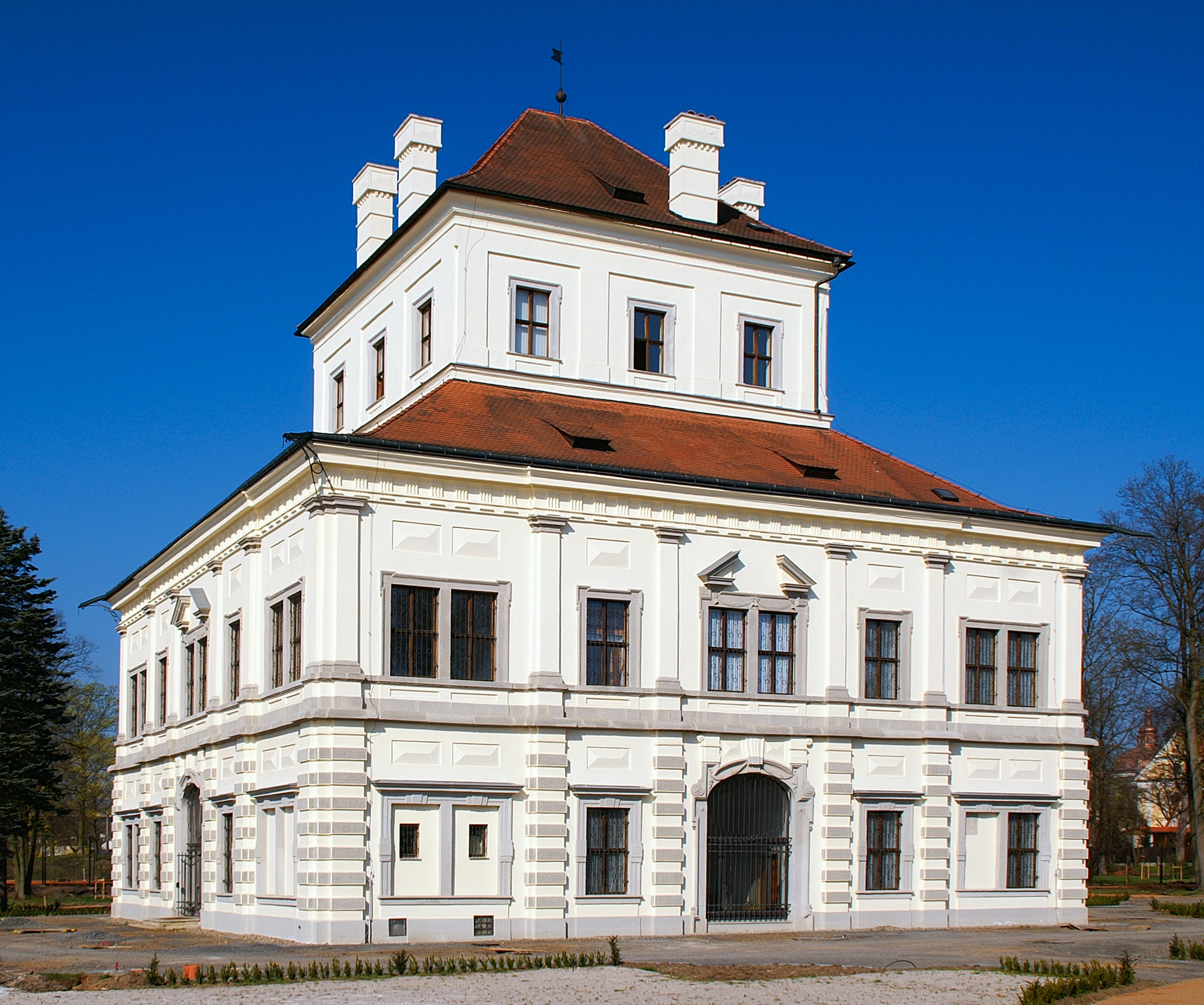
Das kunstgeschichtlich bedeutende Lustschloss „Weißes Schloss“ („Bílý dvůr“)

Das Weiße Schloss (Letohrádek, Bílý zámek) ist ein kunstgeschichtlich besonders bedeutendes historisches Gebäude in Ostrov nad Ohří (Schlackenwerth) in Nordböhmen.

## Lage

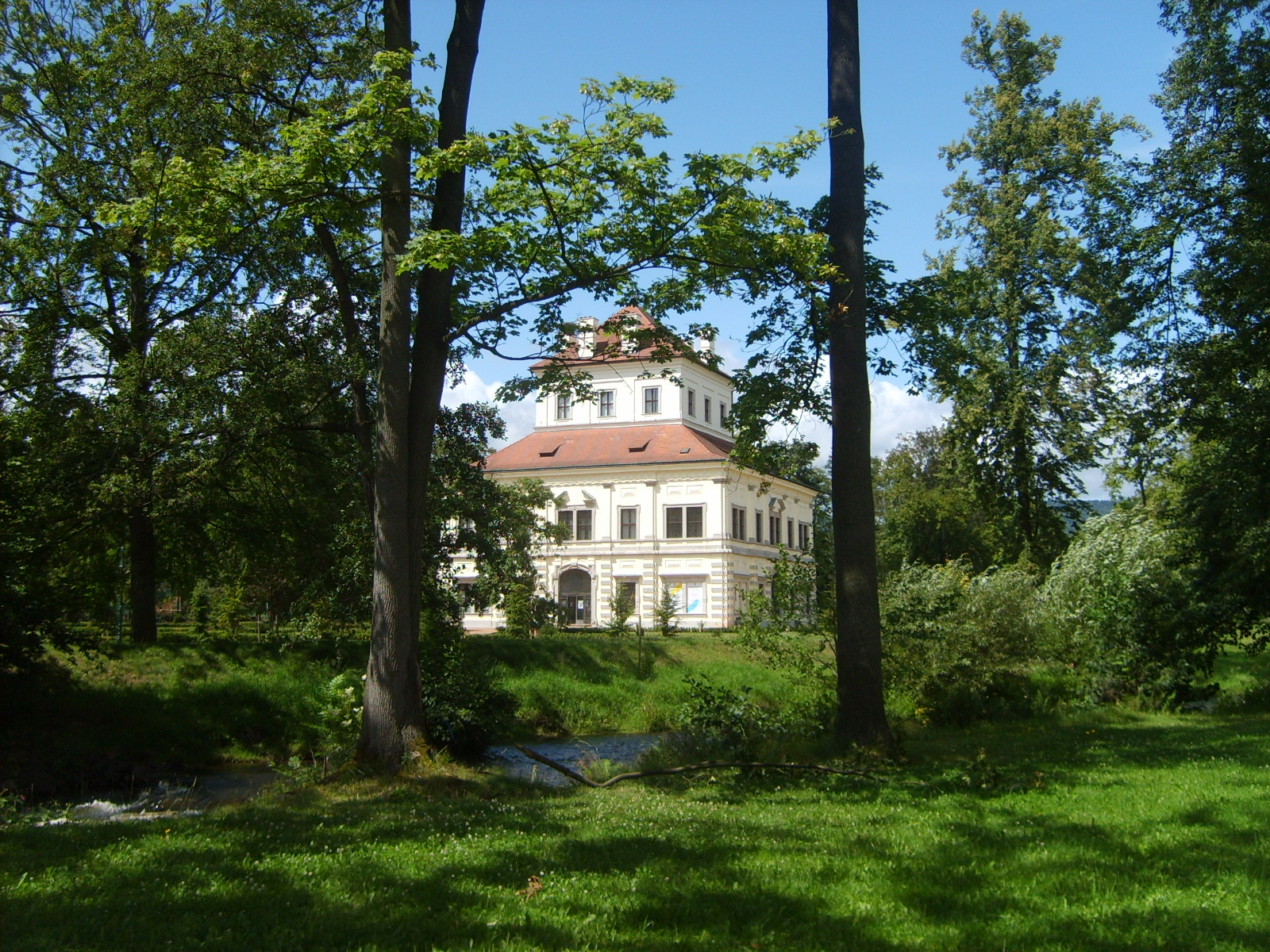
Das (jüngere) Lustschloss liegt mitten im Schlosspark

Mitten im Schlosspark von Ostrov steht das 1673 bis 1679 von Abraham Leuthner erbaute Lustschloss „Bílý dvůr“ (Weißes Schloss), auch Prinzenpalais genannt, mit einem reichen Wand- und Deckenschmuck, das heute als Kunstgalerie dient.

## Geschichte
1585 erwarb die Stadt Schlackenwerth die Herrschaft, wurde jedoch 1623 wegen ihrer Beteiligung am Ständeaufstand enteignet.
Neuer Besitzer von Schloss und Herrschaft wurde der kaiserliche Feldherr Julius Heinrich von Sachsen-Lauenburg. Die prachtliebenden Lauenburger Fürsten errichteten neben dem alten Schlick’schen Schloss (Stadtschloss) ein neues (Lustschloss), das von Abraham Leuthner geplant und dessen Bauleitung von 1685 bis 1687 Christoph Dientzenhofer und danach Giulio Broggio übertragen wurde.
Im Erbgang gingen Herrschaft und Schloss 1690 an Franziska Sibylla Augusta von Sachsen-Lauenburg über, die in diesem Jahr Markgraf Ludwig Wilhelm von Baden heiratete. Nach einem Brand des alten Schlosses ließen sie in den Jahren 1691 bis 1697 das neue Weiße Schloss errichten, in dem heute ein Museum für Kunst des 20. Jahrhunderts untergebracht ist. Von Lazaro Maria Sanguinetti stammt der reiche Wand- und Deckenschmuck in der Schlosshalle.
Das Weiße Tor links vom Schloss wurde 1690 anlässlich der Vermählung von Franziska Sibylla und Ludwig Wilhelm mit den Wappen der Familien Sachsen-Lauenburg und von Baden errichtet. Es ist das Portal zum Schlosspark, der zurzeit rekonstruiert wird.